# 蒙多尔赛姆站
蒙多尔赛姆站，是法国的一个铁路车站，位于法国下莱茵省蒙多尔赛姆市镇范围内，靠近斯特拉斯堡。

## 位置
蒙多尔赛姆站位于蒙多尔赛姆境内，距离斯特拉斯堡站以北8公里。车站大致呈南北走向，开口朝东。

## 车站现状
蒙多尔赛姆站是一个无人看守的乘降所，没有任何人工售票服务及设施。
途径蒙多尔赛姆站的巴黎-斯特拉斯堡铁路，该铁路在蒙多尔赛姆站附近为四线平行，东西两侧各两条，被中间的岛式站台分开。其中东侧的两条线路为"斯特拉斯堡—阿格诺"一线的列车使用并停靠；西侧的两条线路为巴黎-斯特拉斯堡铁路的正线，但所有经过该线的列车均不停靠蒙多尔赛姆站。
由于蒙多尔赛姆所在的阿尔萨斯地区的列车为靠右行驶，因此前往斯特拉斯堡方向（下行方向）的乘客需要到中间的岛式站台候车，可通过地下通道前往。

## 停靠线路
以下列车线路在站停靠：
| 蒙多尔赛姆站列车线路表 |              |            |          |              |
| 线路                   | 车种         | 上一站     | 下一站   | 大致运行频率 |
| 斯特拉斯堡—阿格诺      | 法国大区列车 | 斯特拉斯堡 | 文德奈姆 | 每天20趟左右 |
| 斯特拉斯堡—维桑堡      | 法国大区列车 | 斯特拉斯堡 | 文德奈姆 | 每天4趟左右  |
| 斯特拉斯堡—下布隆      | 法国大区列车 | 斯特拉斯堡 | 文德奈姆 | 每天2趟左右  |
| 1.                     |              |            |          |              |

## 配套交通

### 城际客运
蒙多尔赛姆站对应的大巴车上下车地点位于车站附近。当某条铁路线施工或罢工时，SNCF也会提供途径该线路沿途站点的大巴车。

### 市内交通
距离蒙多尔赛姆站最近的公交车站名称为"Anémones"，位于车站南侧大约200米的"Rue du Général Leclerc"上，斯特拉斯堡公交71路停靠该站。

## 临近车站
| 蒙多尔赛姆站（Gare de Mundolsheim）                                                             |                      |              |
| 上行车站                                                                                        | 线路                 | 下行车站     |
| 厄尔特站←（文德奈姆－维桑堡铁路）↖ 施特凡斯费尔德站←（正线）← 洛林TGV站←（联络线）↙⇐文德奈姆站⇐ | 巴黎－斯特拉斯堡铁路 | 斯特拉斯堡站 |
| - 注："⇐"或"⇒"为共线路段。本表仅显示运营中的线路及车站                                          |                      |              |